# 马泰·加博尔
马泰·加博尔（匈牙利語：Máté Gábor，1944年1月6日—）是匈牙利裔加拿大心理學家、醫生和作家。他具備家庭治療的背景，並對童年發展和創傷、前者對終生身心健康的潛在影響特別感興趣 ，包括自身免疫性疾病、癌症、過動症、  物質成癮及其他廣泛的領域。
马泰·加博尔的治療成癮的方法側重在患者過去所受過的創傷，並讓患者在療程中表達創傷。 在他的《癮，駛往地獄的列車，該如何跳下？ 》一書中，马泰討論了物質成癮者遭遇過的創傷類型及此創傷又如何影響當事人在後續生活中所做的決定。

## 著作
- 分散的心思：新觀點看注意力不足過動症的起源與治療（暫譯）。多倫多：AA Knopf，1999 年。ISBN 978-0676971453 。
  - 分散：注意力缺陷障碍是如何产生的以及你能做些什么。美国。
- 當身體說不的時候：過度壓抑情緒、長期承受壓力，身體會代替你反抗，多伦多：AA Knopf，2003 年。ISBN 9781785042225 。
- 留意你的孩子：為什麼父母比同儕更須留意（暫譯）。與高登·紐菲德合着。多倫多：AA Knopf，2004 年。ISBN 9780307361967 。 [4]
- 癮駛往地獄的列車, 該如何跳下？多倫多：AA Knopf，2008 年。ISBN 9781785042201 。

## 電影及影片
- 連結的力量。短片。wholehearted.org製作，2020
- 治療者的大師課。短片。wholehearted.org製作，2020
- 治療創傷及成癮，短片。wholehearted.org製作，2020
- 創傷的智慧，紀錄片。製作人：毛里齐奥和扎亚贝纳佐
- 時代精神：前進（暫譯），2011。導演：彼得约瑟夫